# Tratado de Moscou (1970)
O Tratado de Moscou foi assinado em 12 de agosto de 1970 entre a União Soviética e a Alemanha Ocidental. Foi assinado por Willy Brandt e Walter Scheel pela Alemanha Ocidental e por Alexei Kosygin e Andrei Gromyko pela União Soviética.

## Descrição
Na década de 1970, a Ostpolitik do chanceler da Alemanha Ocidental, Willy Brandt, era uma política que "abandonava, pelo menos por enquanto, suas reivindicações a respeito da autodeterminação e reunificação alemãs, reconhecendo de facto a existência da República Democrática Alemã (RDA) e a linha Oder–Neisse". 
Ambas as partes expressaram a sua ambição de lutar pela normalização das relações entre os Estados europeus, ao mesmo tempo que mantêm a paz internacional, e de seguir as orientações do Artigo 2 da Carta das Nações Unidas.
Os signatários renunciaram ao uso da força e reconheceram as fronteiras do pós-guerra, especificamente, a linha Oder-Neisse, que separava uma grande parte da histórica Alemanha Oriental para a Polônia e a União Soviética.
Também consagrou a divisão entre a Alemanha Oriental e a Alemanha Ocidental, contribuindo assim com um elemento valioso de estabilidade para o relacionamento entre os dois países.